# Hòa Xá
Hòa Xá là một xã ngoại thành nằm ở phía Nam thành phố Hà Nội, Việt Nam.
Ngày 16 tháng 6 năm 2025, Ủy ban Thường vụ Quốc hội ban hành Nghị quyết số 1656/NQ-UBTVQH15 trong đó về việc sắp xếp toàn bộ diện tích tự nhiên, quy mô dân số của các xã Bình Lưu Quang, Hòa Phú, Phù Lưu, Thái Hòa (huyện Ứng Hòa cũ) thành xã mới có tên gọi là xã Hòa Xá.
Hòa Xá là quê hương của phong trào chiếc gậy Trường Sơn đã được đi vào trong lời bài hát của nhạc sĩ Phạm Tuyên được sáng tác khi ông tới thăm nơi này trong những năm miền bắc hừng hực khí thế kháng chiến, đây cũng là nơi Đại tướng Văn Tiến Dũng ở thời kì trước cách mạng nương nhờ và hoạt động dưới vỏ bọc một nhà sư.

## Vị trí địa lý và hành chính
Xã Hòa Xá có vị trí địa lý:
- Phía Bắc giáp xã Vân Đình và xã Hồng Sơn
- Phía Tây giáp xã Mỹ Đức và xã Hương Sơn
- Phía Nam giáp phường Nguyễn Úy, tỉnh Ninh Bình
- Phía Đông giáp xã Ứng Hòa

Xã Hòa Xá chia thành 26 thôn: An Phú, Bài Lâm Hạ, Bài Lâm Thượng, Cáp Hoàng, Đặng Giang, Đinh Xuyên, Dư Xá Hạ, Dư Xá Thượng, Hòa Xá, Hữu Vĩnh, Kim Châm, Nam Dương, Ngoại Độ, Ngoại Hoàng, Nội Lưu, Nội Xá, Phú Dư, Phù Lưu Hạ, Phù Lưu Thượng, Quán Xá, Thái Bình, Thanh Bồ, Thọ Vực, Triều Khê, Triều Khúc, Xuân Quang.

## Di tích lịch sử văn hóa

### Đình Hòa Xá
Đình Hòa Xá được xây dựng ở khu vực trung tâm của làng Hòa Xá, trông theo hướng nam. Đình làng Hòa Xá thờ vị thần Thành hoàng làng là Nguyễn Đức Chính, vị tướng thời vua Đinh Tiên Hoàng có công giúp nước dẹp loạn 12 sứ quân góp phần vào sự nghiệp thống nhất đất nước. Ông đã được Đinh Tiên Hoàng phong làm tả đạo Tướng quân, sau đó gia phong làm Phổ đức Uy chính Thượng Đẳng Thần.
Trong thần phả ghi rằng: Một hôm vua Đinh Tiên Hoàng dẫn quân đến vùng ông ở, biết uy danh của ông, liền gọi ông đến và phong làm Tả đạo Tướng quân, chỉ huy một đạo quân. Đạo quân của Nguyễn Đức Chính là một lực lượng nhỏ hùng binh, dưới sự chỉ huy của Đinh Bộ Lĩnh đóng góp nhiều công trạng trong cuộc dẹp loạn giúp vua thống nhất giang sơn, lập ra nhà nước Đại Cồ Việt.

### Đền Bách Linh

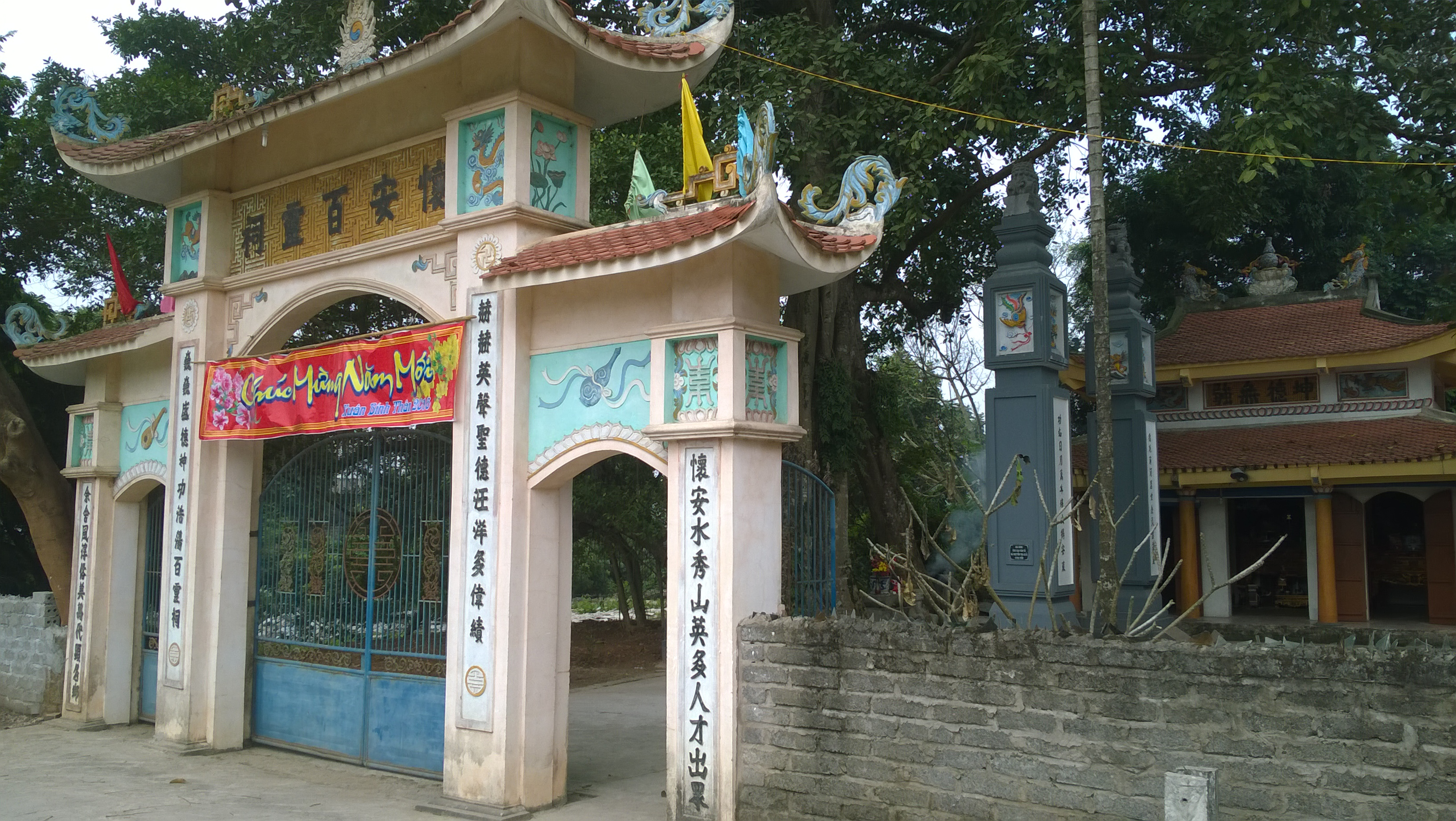
Đền Bách Linh ở Hòa Nam thờ Vua Đinh Tiên Hoàng và 100 danh nhân huyện Hoài An xưa

Đền Bách Linh là một ngôi đền cổ nằm ở thôn Dư Xá Thượng, xã Hòa Xá. Đền Bách Linh là nơi thờ 100 vị thần của 47 xã thuộc huyện Hoài An, phủ Ứng Thiên, trấn Sơn Nam Hạ trước đây. Tên của các vị thần được ghi trong bia đá cổ hiện lưu giữ tại đền. Trong số 100 vị thần thì 4 vị là có tượng thờ: Đinh Tiên Hoàng Đế, Thái Đường hoàng đế, Hữu Nghi Tu hoàng đế, Nội Nghi Nhị Vị quốc vương, những vị thần còn lại không có tượng và chỉ được thờ bài vị trong đền.
Theo các cụ cao niên thôn Dư Xá Thượng kể thì xưa kia Đinh Tiên Hoàng xuất quân từ Hoa Lư (Ninh Bình) đi qua các địa danh: chợ Vài, Ải, An Phú,… rồi mới ra tới Dư Xá Thượng tuyển quân trước khi đánh dẹp các sứ quân Đỗ Cảnh Thạc và Nguyễn Siêu. Khi tới thôn Dư Xá Thượng Vua đóng quân tại vị trí đền Bách Linh ngày nay và cho xây dựng đền. Mỗi năm tại ngôi đền này Vua đều tổ chức cầu mưa giúp dân làng chống hạn.
Dư Xá Thượng được nhiều người biết đến là vùng đất nổi danh về võ với võ phái Thiên Môn Đạo. Nơi đây còn để lại nhiều dấu tích vua Đinh Bộ Lĩnh luyện quân và ngôi đền Bách Linh ghi tên tuổi của tổ sư môn phái Thiên Môn Đạo. Nền tảng võ học của Thiên Môn Đạo khác biệt hoàn toàn với võ Tây Sơn Bình Định. Những bí kíp của nó có từ thời Đinh Bộ Lĩnh, lưu truyền trong dân gian và được dòng họ Nguyễn Khắc ở Dư Xá Thượng, xã Hoà Nam, Ứng Hoà, Hà Nội bảo lưu cho đến tận ngày nay.

## Trụ sở cơ quan xã
Đảng ủy - UBND xã: Thôn Đặng Giang
HĐND - MTTQ xã: Thôn Phù Lưu Hạ
Công an xã: Thôn Thanh Bồ